# Armellini Chiappi
Armellini Chiappi, italijanski general, * 1879, † 1944.